# Aurora (Santa Catarina)
Aurora é um município brasileiro do estado de Santa Catarina. Sua população, estimada pelo Instituto Brasileiro de Geografia e Estatística (IBGE), era de 5 668 habitantes em 2014. A maior parte da cidade trabalha na lavoura e o restante dedica-se ao comércio.
Vários clubes formam o quadro futebolístico da cidade. O São Martinho Esporte Clube, Serra Acima Futebol Clube, de Nova Itália, Aurora Esporte Clube e, por fim, Flamengo do Chapadão Nova Itália, são os principais nomes.

## História

### Origens e povoamento
Em 1964, ocorreu o surgimento do município de Aurora, por meio da Lei nº 958, de 8 de abril. Desmembrou-se de Rio do Sul, à cuja história tem ligação, a não ser, com evidência, ao caráter peculiar do lugar.
Por volta de 1910, suas terras passaram a ser povoadas, com agricultores que vieram de Apiúna. No lugar onde está localizada a capital do município, na margem direita do Rio Itajaí do Sul, foram estabelecidos Otto Wehmuth, em companhia de Carlos e Henrique Kruger.
Tiveram chegada, pouco tempo depois, as famílias Nürnberg, Strey, Schöeninger, Gunther, Heinz e demais, que, em sua totalidade originárias da Alemanha, caracterizam, ou melhor, dominam a quase totalidade do vale do rio Itajaí, a que Aurora faz parte.

### Formação administrativa
As terras férteis, trouxeram o rápido progresso à localidade, porém, por uma grande diversidade de razões, incluindo o fato de estar próxima de Rio do Sul, somente se tornaria município autônomo no final da primeira metade da década de 1960.
Com a instalação do município em junho de 1964, tomava posse como diretor do governo, o primeiro prefeito escolhido sob nomeação do governo estadual, o senhor Oldemar Traple, sendo Edmundo Siewerdt, o prefeito que venceu as primeiras eleições municipais.